# Heather Lind
Heather Lind (22 de març de 1983) és una actriu estatunidenca. És coneguda pel seu paper com a Anna Strong a la sèrie Turn: Washington's Spiesde la cadena AMC.

## Carrera
Lind va fer el seu debut a Broadway a la producció de l festival Shakespeare in the Park El marxant de Venècia, en la qual va interpretar Jessica, la filla de Shylock, interpretat per Al Pacino. Va ser guardonada amb el 67è premi anual Theatre World a les actuacions de debut destacades de Broadway o Off-Broadway durant la temporada teatral 2010-2011.
El 2011, Lind va interpretar a Katy, la minyona de Margaret Thompson, a la sèrie d'HBO Boardwalk Empire.